# Ian Whyte
Ian Whyte (Dunfermline, 13 augustus 1901 – Glasgow, 27 maart 1961) was een Schots componist, dirigent en pianist.

## Levensloop
Whyte studeerde compositie aan het Royal College of Music te Londen onder andere bij Sir Charles Villiers Stanford en Ralph Vaughan Williams. In 1931 werd hij de eerste directeur van BBC Scotland en was in 1935 medeoprichter van het BBC Scottish Symphony Orchestra en was van 1946-1960 ook dirigent van dit prestigieuze orkest.
Na de Tweede Wereldoorlog bleef hij dirigeren, maar focusseerde zich op het componeren en een extensief research in traditionele Schotse muziek.

## Composities

### Werken voor orkest

#### Symfonieën
- Symphony no. 1, voor orkest (versie 1)
- Symphony no. 1, in een beweging voor orkest (versie 2)
- Symphony no. 3 in F, voor orkest
- Symphony no. 4, voor orkest

#### Symfonische gedichten
- 1945 Edinburgh, symfonisch gedicht voor orkest
- 1952 The Abbey Bells - Orchestral Poem, voor orkest
- 1955 Sweet Allander Stream, symfonisch gedicht voor twee altviolen en klein orkest
- 1955 The Rose-Garden, symfonisch gedicht voor orkest
- Down In Yon Bank, symfonisch gedicht voor orkest
- Tam O’Shanter, symfonisch gedicht voor orkest

#### Ouverturen
- 1945 Concert Ouverture, voor orkest
- 1959 Comedy, ouverture voor orkest
- The Treadmill - Ouverture, voor orkest

#### Concerten voor instrumenten en orkest
- 1954 Serenade to a four-legged boxer, voor piano en strijkorkest
- 1957 Neil Gow Arrangements, voor piano en strijkers
- A wee deoch and doris, voor viool en orkest
- Concerto No. 1, voor piano en orkest
- Concerto, voor viool en orkest
- Highland Melody: Gu Mo Maidh A Thig Un Crun Dhuit A Thearluch Oig (Weel May Charley Wear The Crown), voor viool en strijkers
- Highland Melody: Och Is Ochan Mo Charamh Mar Dheirich Do Thearlach, voor altviool en strijkers
- Interlude: Am baile 'm bheil mo leannan fhein: old Gaelic air, voor viool en strijkers
- Introduction, theme, variations & finale on "The Bluebells of Scotland", voor twee piano's en orkest
- Romance (Idyll), voor viool solo en strijkorkest
- Second Suite from Caix D'hervelois (1670-1750), voor cello en orkest
- The Bonnie lass o' Bon Accord, voor strijkkwartet en strijkorkest
- The Nightingale, voor viool en orkest
- The Piper o' Dundee, voor hobo, fagot, trompet, kleine trom en strijkers

#### Andere werken voor orkest
- 1930 Minuet and trio, voor orkest
- 1936 Next week you'll hear, voor orkest
- 1936 Prelude "Melrose" and fugue "St Mary's", voor orkest
- 1937 Airs And Dances From The Scottish Past: First Series, voor strijkorkest
  1. Money in both your pockets
  2. Killiekrankie
  3. Love me as I deserve
  4. The fit is come owre me
  5. In ane inch, I warrant you
- 1940 Oragif - an overture, voor kamerorkest
- 1942 Dunfermline, prelude voor orkest
- 1942 Intermezzo for St Andrew's Day, 1942, voor orkest
- 1942 Music for St Andrew's Day, voor orkest
- 1943 Festival March, voor orkest
- 1949 The Old woman's lullaby - based on an old pipe-tune, voor orkest
- 1950 Elegy - in memory of Sir Harry Lauder, 26th February 1950, voor strijkers
- 1950 The End Of The Road, koraal naar Sir Harry Lauder voor orkest
- 1950 Poem for St Andrew's day 1950, voor strijkers
- 1951 Donald Of The Burthens: Finale, voor orkest
- 1952 Theme and variations: "The honours of Scotland" ... November 52 - for St. Andrews' Day, voor orkest
- 1953 Concert Waltz, voor orkest
- 1957 Suite Nr. 2, voor strijkorkest
- 1960 Poem Irvine, voor strijkorkest
- A Royal Serenade, voor orkest
- Air: dance in G, voor strijkers
- Air Fal Il A Iriag - Gaelic air, voor hobo, fagot en strijkers
- Air No.1, voor strijkers
- Air No.2 "Rowallan M.S." - Dance, voor strijkers
- Air, voor altviool en strijkers
- Air, voor viool en strijkers
- Airs And Dances From The Scottish Past: Second Series, voor strijkorkest
  1. Put on your sark on Monenday
  2. La voici
  3. My Lady Balcleuch's ayre
  4. The Ladye Louthian's lilte
  5. The carrier
- Ar hyd y nos (All through the night), Welsh air voor orkest
- Auld lang syne, voor strijkorkest
- Bob and John, Scots air voor strijkorkest
- Ca' The Yowes - Herding Song - Colin's Cattle, voor strijkorkest
- Corn Bunting, voor strijkorkest
- Dark Lochnagar, voor kamerorkest
- Deil amang the tailors: reel, voor strijkorkest
- Drumlarig's Welcome Home, voor strijkorkest
- Eightsome reel - Kate Dalrymple, voor strijkorkest
- Eightsome reel - My love she's but a lassie yet, voor orkest
- Eightsome reel - The Drummer, voor orkest
- Eryri Wen: a Welsh traditional tune, voor strijkers
- Fanfare, voor orkest
- Favourite Scots tunes, voor dwarsfluit, klarinet en strijkers
- Fingal's Cave: Scots Air, voor strijkers
- Flower o' the heather, naar Sir Harry Lauder voor orkest
- Gay Gordons: Burn's medley, voor orkest
- Glen- Allochie, voor orkest
- Hermitage Bridge, voor strijkorkest
- Hey Cockeine, voor strijkorkest
- Hieland Laddie : March, voor orkest
- How lang and dreary is the nicht: air "Cauld kail in Aberdeen", voor strijkorkest
- In ane inch, I warrant you, voor strijkorkest
- Intermezzo on two Gaelic tunes: "Mo nighean donn ..." and "Sioma rud ...", voor strijkers
- Introduction, voor orkest
- Jig; from the Cumying M.S., voor strijkers
- Jock the laird's brother, voor kamerorkest
- Killiecrankie, voor strijkorkest
- Kilmarnock: psalm tune, voor kamerorkest
- Kishmul's galley, voor orkest
- La Voici from Rowallan M.S. 1625, voor strijkorkest (ook voor kamerorkest)
- Lady Anne Bernard's minuet, voor strijkorkest
- Lady Betty's Minuet, voor strijkorkest
- Lament For The Children, voor orkest
- Little singer, voor orkest
- Loch Lomond: Scots song set, voor strijkorkest
- Love Me As I Deserve, voor strijkorkest
- McLeod's short tune - a lullaby, voor kamerorkest
- Melody for strings
- Minuet, voor strijkers
- Money in both your pockets, voor strijkorkest
- Morison's fling, voor orkest
- My lady balcleuch's ayre, voor strijkorkest
- My Lord Aboyne: his welcome home, voor strijkorkest
- Niel Gow's compliments returned to Mr Marshall, voor strijkorkest
- O for a closer walk with God, voor strijkers en pauken
- Orchestral prelude, voor orkest
- Polka-Sextur, voor orkest
- Postlude on the tune "Glasgow", voor orkest
- Pre-picnic, voor orkest
- Prelude on an air given by Lord James Stuart Murray, voor orkest
- Prelude on the tune "Glasgow", voor orkest
- Put on your sark on Monenday, voor strijkorkest
- Quoth the master to the man, voor kamerorkest
- Roy's wife of Aldivalloch, voor strijkorkest
- Runsevalsstry, voor strijkorkest
- Scherzo Based On The Tune "The Isle Of Skye", voor orkest
- Scherzo Based Upon An Old Scots Tune: "The Deil Stick The Minister", voor orkest
- Scots March, voor orkest
- Scots tunes, voor orkest
- Scots wha hae, voor orkest
- Scottish dances, voor orkest
- Serenade, voor hobo en strijkers
- Sir William Keith's pavane, voor strijkorkest
- Strathspey and reel, voor kamerorkest
- Suite Nr. 1, voor strijkorkest
- The Bed to me - dance, voor orkest
- The Collier's lass, voor strijkorkest
- the fit is come owre me, voor strijkorkest
- The Flowers of the forest, voor kamerorkest
- The Ghost of the strath, voor strijkorkest
- The Honorable Mr. Maule's Frolick, voor strijkorkest
- The King's Jig, voor kamerorkest
- The Laird Of Cockpen's Scots Measure, voor orkest
- The Red House insert, voor strijkorkest
- Up In The Air, voor strijkorkest
- Weel bobbet Blanche; based on an old Scots air, voor kamerorkest
- Wigton tune, voor kamerorkest

### Werken voor harmonieorkest en brassband
- 1957 March for brass band "John Faulds" (1957), voor brassband
- 1937 Fanfares for the King and Queen, July 5th-12th 1937, Edinburgh, voor koperblazers en klarinetten
- Edinburgh Troop, voor harmonieorkest
  1. Exordium; Troop
  2. Edinburgh Volunteers: Slow March
  3. Quick March
- Fanfare on the tune "Dunblane", voor koperblazers, klarinetten en pauken
- Suite of Scots tunes, voor harmonieorkest
- Sunlight sonata, voor harmonieorkest
- Two dance movements, voor harmonieorkest
- Welcome of Scotland to be Queen - fanfare A, B, C, voor koperblazers, pauken en slagwerk

### Missen en gewijde muziek
- Missa: Dum Sacrum (1513) naar Robert Carver voor dubbel gemengd koor
- Et Incarnatus Est,
- The Beatitudes, voor sopraan, gemengd koor en orkest

### Muziektheater

#### Opera's
| Voltooid in | titel                    | aktes   | première | libretto                  |
| ----------- | ------------------------ | ------- | -------- | ------------------------- |
| 1929        | Comala                   |         |          | James Macpherson "Ossian" |
|             | The Tale of the Shepherd | 2 aktes |          | van de componist          |

#### Operettes
| Voltooid in | titel     | aktes | première | libretto |
| ----------- | --------- | ----- | -------- | -------- |
|             | The Forge |       |          |          |

#### Balletten
| Voltooid in | titel                  | aktes    | première                                                  | libretto                                           | choreografie |
| ----------- | ---------------------- | -------- | --------------------------------------------------------- | -------------------------------------------------- | ------------ |
| 1951        | Donald of the Burthens | 2 scènes | 12 december 1951, Londen, Royal Opera House Covent Garden | Léonide Massine gebaseerd op Schotse folk legendes |              |
|             | Goblin Haa             |          |                                                           |                                                    |              |
|             | The Trout              |          |                                                           |                                                    |              |

#### Schouwspel
- 1957 The Horseman, incidentele muziek
- The Author of Waverley, incidentele muziek
- Fortunes of Nigel, incidentele muziek
- Theme and variations for orchestra: Incidental music for the poem "Marmion ..."

### Werken voor koren
- 1960 The Solitary Reaper, voor gemengd koor
- Absent Am I, voor dubbel gemengd koor - tekst: Steill George
- Auld lang syne, voor gemengd koor - tekst: Robert Burns
- Behold O Lord Our Protector, voor gemengd koor
- "Desires"; uit "Carmina Gadelica" (Vol. 1), voor gemengd koor
- Hence Heart, With Her That Must Depart, madrigaal voor gemengd koor

### Vocale muziek
- 1937 Down The Burn, uit (Airs And Dances ... No. 30), voor sopraan en piano - tekst: Robert Crawford
- Auld lang syne, voor alt, bariton en orkest - tekst: Robert Burns
- John Anderson My Jo, voor sopraan en strijkers - tekst: Robert Burns
- O Green Grow The Rashes, voor tenor, gemengd koor en viool (ook voor tenor of bariton en strijkers)

### Kamermuziek
- Ane Scottis Dance; From Rowallan's Mss, 1620 - 1628, voor strijkkwartet
- Introduction (Epilogue), voor hoorns, fagotten en trombones
- Ode: for brass and organ, voor trompet, 2 hoorns, 3 trombones, eufonium, contrabas en orgel
- Sonata No 1 in E groot, voor viool en klavecimbel
- Sonata No 2 in F groot, voor viool en piano
- Suite uit de operette "The forge", voor strijkkwartet